# Matthias Häberlein

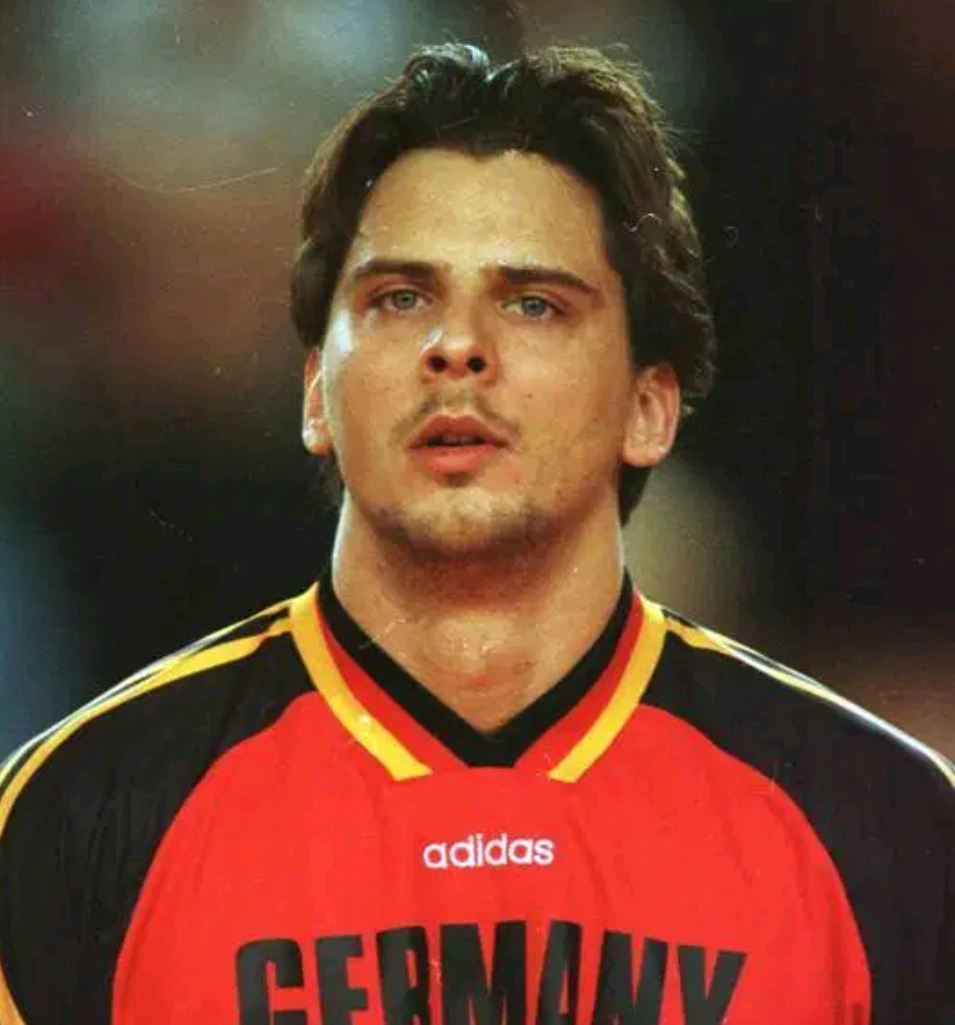

Matthias Häberlein (* 26. August 1969 in Greiz) ist ein ehemaliger deutscher Volleyballnationalspieler.

## Karriere
Matthias Häberlein spielte als Jugendlicher Volleyball in der DDR, zunächst bei SC Rotation Berlin und ab 1984 beim TSC Berlin. Außerdem spielte er circa 75 mal in der DDR-Juniorennationalmannschaft, von der er sich im Mai 1988 während eines Turniers in Griechenland absetzte und in die Bundesrepublik Deutschland übersiedelte. Hier spielte der Zuspieler zunächst beim Zweitligisten VfL Sindelfingen und ab 1990 beim Bundesligisten TSV Milbertshofen, mit dem er gleich in seiner ersten Saison Deutscher Meister wurde. Nach dem Milbertshofener Rückzug schloss sich Häberlein 1991 dem ASV Dachau an und wurde hier 1995 und 1996 erneut Deutscher Meister sowie 1997 DVV-Pokalsieger. Ein weiterer Höhepunkt war der Einzug in das Finale der Champions League 1996. Von 1997 bis 1999 war der Zuspieler beim spanischen Verein CV Gran Canaria aktiv. Matthias Häberlein war viele Jahre in den Ranglisten des deutschen Volleyballs vertreten und spielte etwa 125 mal für die deutsche Nationalmannschaft.

## Privates
Heute lebt Matthias Häberlein auf Gran Canaria.